# Рей Парк
Рей (Реймонд) Парк (англ. Raymond 'Ray' Park; нар. 23 серпня 1974, Глазго, Шотландія) — британський актор, каскадер, майстер бойових мистецтв, який знявся в таких картинах, як «Зоряні війни. Епізод I. Прихована загроза», «Люди Ікс» та «Атака кобри».

## Фільмографія

### Актор
| Рік       |    | Українська назва                    | Оригінальна назва                       | Роль                                        |
| --------- | -- | ----------------------------------- | --------------------------------------- | ------------------------------------------- |
| 1997      | ф  | Смертельна битва: Знищення          | Mortal Kombat: Annihilation             | Барака, Рептилія                            |
| 1999      | ф  | Сонна лощина                        | Sleepy Hollow                           | вершник без голови                          |
| 1999      | ф  | Зоряні війни: Прихована загроза     | Star Wars Episode І: The Phantom Menace | Дарт Мол                                    |
| 2000      | ф  | Люди Ікс                            | X-Men                                   | Мортімер Тойнбі / Жаба                      |
| 2002      | ф  | Балістик: Екс проти Сівер           | Ballistic: Ecks vs. Sever               | Ей Джей Росс                                |
| 2005      | ф  |                                     | Potheads: The Movie                     | містер Ді                                   |
| 2006      | тф | Вампіри: Відродження древнього роду | Slayer                                  | вампіри-близнюки                            |
| 2007      | ф  |                                     | What We Do Is Secret                    | Брендан Маллен                              |
| 2008      | с  | Легенда про Брюса Лі                | 李小龍傳奇 / Li Xiaolong chuan qi       | Чак Норріс (4 епізоди)                      |
| 2009      | ф  | Фанати                              | Fanboys                                 | охоронець                                   |
| 2009      | ф  | Джі Ай Джо: Атака Кобри             | G.I. Joe: The Rise of Cobra             | Зміїні Очі                                  |
| 2009—2010 | с  | Герої                               | Heroes                                  | Едгар (8 епізодів)                          |
| 2009      | с  |                                     | Heroes: Slow Burn                       | Едгар (5 епізодів)                          |
| 2009      | ф  |                                     | Hellbinders                             | Макс                                        |
| 2010      | ф  | Король бійців                       | The King of Fighters                    | Ругал Бернштейн                             |
| 2011      | с  |                                     | Supah Ninjas                            | Гаррі (Епізод: "Kickbutt")                  |
| 2011      | с  | Нікіта                              | Nikita                                  | Брендон (Епізод: "Into the Dark")           |
| 2012      | с  |                                     | Breaking In                             | Тодд (Епізод: "Episode XIII")               |
| 2013      | ф  | G.I. Joe: Атака Кобри 2             | G.I. Joe: Retaliation                   | Зміїні Очі                                  |
| 2014      | ф  |                                     | Jinn                                    | Габріель                                    |
| 2015      | с  |                                     | Mortal Kombat X: Generations            | Еррон Блек (Епізод: "The Cursed Woods")     |
| 2018      | ф  | Нещасний випадок                    | Accident Man                            | Мак                                         |
| 2018      | ф  | Соло. Зоряні Війни. Історія         | Solo: A Star Wars Story                 | Дарт Мол                                    |
| 2020      | мс | Зоряні війни: Війни клонів          | Star Wars: The Clone Wars               | Дарт Мол (Епізод: "The Phantom Apprentice") |

### Дублер, каскадер
| Рік  |    | Українська назва | Оригінальна назва           | Роль                       |
| ---- | -- | ---------------- | --------------------------- | -------------------------- |
| 1997 | ф  |                  | Mortal Kombat: Annihilation | дублер, каскадер           |
| 1999 | ф  | Сонна лощина     | Sleepy Hollow               | дублер                     |
| 2012 | вг | Sleeping Dogs    | Sleeping Dogs               | каскадер (захоплення руху) |
| 2014 | ф  |                  | Jinn                        | координатор бійок          |

## Нагороди
| Рік  | Нагорода                        | Організація                      | Категорія               | Робота                                           | Примітки                              | Результат |
| ---- | ------------------------------- | -------------------------------- | ----------------------- | ------------------------------------------------ | ------------------------------------- | --------- |
| 2000 | Blockbuster Entertainment Award | Blockbuster Entertainment Awards | Favorite Villain        | Star Wars: Episode I — The Phantom Menace (1999) |                                       | Номінація |
| 2009 | IGN Award                       | IGN Summer Movie Awards          | Favorite Hero           | G.I. Joe: The Rise of Cobra (2009)               | За роль «Зміїних Очей»                | Номінація |
| 2000 | MTV Movie Award                 | MTV Movie + TV Awards            | Best Villain            | Star Wars: Episode I — The Phantom Menace (1999) |                                       | Номінація |
| 2000 | MTV Movie Award                 | MTV Movie + TV Awards            | Best Fight              | Star Wars: Episode I — The Phantom Menace (1999) | Разом із Ліам Нісон та Юен Мак-Грегор | Номінація |
| 1999 | Teen Choice Award               | Teen Choice Awards               | Film — Choice Sleazebag | Star Wars: Episode I — The Phantom Menace (1999) |                                       | Номінація |